# Craugastor metriosistus
Espèce
Craugastor metriosistus est une espèce d'amphibiens de la famille des Craugastoridae.

## Répartition
Cette espèce est endémique de Colombie. Elle se rencontre dans les départements de Cesar, de Santander, d'Antioquia, de Caldas, de Boyacá et de Tolima de 115 à 970 m d'altitude dans le bassin du Río Magdalena.

## Publication originale
- Ospina-Sarria, Angarita-Sierra & Pedroza-Banda, 2015 : A new species of Craugastor (Anura: Craugastoridae) from the Magdalena River Valley, Colombia, with evaluation of the characters used to identify species of the Craugastor fitzingeri group. South American Journal of Herpetology vol. 10, no 3, p. 165–177.